# 里奇蘭 (喬治亞州)
里奇蘭（英語：Richland）是一個位於美國喬治亞州斯圖爾特縣的城市。

## 地理
里奇蘭的座標為32°05′19″N 84°39′50″W / 32.08861°N 84.66389°W，而該地的平均海拔高度為185米（即607英尺）。

## 人口
根據2010年美國人口普查的數據，里奇蘭的面積為10.80平方千米，當中陸地面積為10.80平方千米，而水域面積為0.00平方千米。當地共有人口1473人，而人口密度為每平方千米136.39人。